# 川東道
川東道是清代四川省的一個道。分巡道．一作下東道．康熙八年置。駐重慶府。轄重慶府、夔州府、順慶府三府。雍正六年正月．增轄保寧府。十一月，增轄達州直隸州。雍正十二年十一月，順慶府往屬川北道。轄重慶府、夔州府二府和達州直隸州、忠州直隸州二州及黔彭直隸廳。乾隆元年，轄重慶府、夔州府二府和達州直隸州、忠州直隸州、酉陽直隸州。乾隆十三年，為分巡川東道兼轄重夔二府，布政司參議銜。乾隆三十二年三月，加兵備銜。嘉慶六年，增領綏定府、太平直隸廳。後稱分巡川東驛傳兵備道，轄重慶府、夔州府、綏定府三府，忠州直隸州、酉陽直隸州二州。至清末未變。